# St. Joseph (hrabstwo La Crosse)
St. Joseph – jednostka osadnicza w Stanach Zjednoczonych, w stanie Wisconsin, w hrabstwie La Crosse.